# Ensemble d'arrivée
En mathématiques, pour une application ou une fonction donnée f : A → B, l'ensemble B est appelé l'ensemble d'arrivée (on dit parfois le but de f ou le codomaine de f).

Diagramme sagittal d'une application d'ensemble de départ A = {1,2,3,4} et d'ensemble d'arrivée B = {a,b,c,d}. Ici, l'image {b,c,d} de cette fonction est différente de son ensemble d'arrivée.

L'ensemble d'arrivée ne doit pas être confondu avec l'image f(A) de f, qui est en général seulement un sous-ensemble de B.

## Exemple
Soit la fonction f sur l'ensemble des nombres réels définie par
{\displaystyle {\begin{matrix}f&:&\mathbb {R} &\to &\mathbb {R} \\&&x&\mapsto &x^{2}.\end{matrix}}}
L'ensemble d'arrivée de f est {\displaystyle \mathbb {R} } mais f(x) ne prend jamais de valeurs négatives.
L'image est en fait l'intervalle {\displaystyle \left[0,+\infty \right[=\mathbb {R} _{+}} des réels positifs.
{\displaystyle f\left(\mathbb {R} \right)=\left[0,+\infty \right[}.
Nous aurions pu définir une fonction g ainsi :
{\displaystyle {\begin{matrix}g&:&\mathbb {R} &\to &\left[0,+\infty \right[\\&&x&\mapsto &x^{2}.\end{matrix}}}
Tandis que f et g ont le même effet quand elles sont appliquées à un nombre réel donné, les fonctions sont différentes puisqu'elles ont des ensembles d'arrivée différents.

## Surjectivité
L'ensemble d'arrivée peut avoir un effet sur la surjectivité d'une fonction ; dans notre exemple, g est surjective alors que f ne l'est pas. 
De manière générale, une application f : A → B est surjective si, et seulement si, son image est égale à son ensemble d'arrivée, c'est-à-dire {\displaystyle f(A)=B}.
À noter qu'on peut toujours, à partir d'une application {\displaystyle f:A\rightarrow B} construire une application surjective en restreignant son ensemble d'arrivée à l'image de {\displaystyle f} : l'application {\displaystyle g:A\rightarrow f(A)} définie par {\displaystyle g(x)=f(x)} pour tout {\displaystyle x} dans {\displaystyle A} est surjective.